# Чоба, Елена
Елена Чоба (Чобу, 1884—?) — казачка, участник Первой мировой войны, кавалер Георгиевского креста 4-й степени.

## Биография
Родилась в 1884 году в станице Роговской на Кубани. Оставшись круглой сиротой, была удочерена одним из зажиточных казаков. Получив казачье воспитание, научилась скакать верхом на коне и владеть шашкой.
В 1914 году Елена вышла замуж за казака Михаила Чобу, который уже в начале Первой мировой войны погиб на Кавказском фронте. Вероятно, это известие и подтолкнуло Елену к решению отправиться на войну. Отрезав косу, обратилась в станичное правление с просьбой направить её на фронт под именем Михаила Чобы. Станичный атаман её поддержал, но также необходимо было решение войскового атамана Кубанского казачьего войска. Елена приехала в Екатеринодар к наказному атаману Михаилу Бабычу с коротко остриженными волосами, в черкеске и папахе. Выслушав женщину, атаман дал разрешение на отправку в армию и напутствовал её как «казака Михайло».
В октябре 1914 года в составе 1-го Екатеринодарского полка отправилась на Западный фронт. В 1916 году в числе её наград были три медали за бои в Карпатах и Георгиевский крест 4-й степени. В одном из боев в августе 1916 года Елена была ранена, в результате чего в госпитале открылась её тайна. Журнал «Кубанский казачий вестник» так писал о своей героине:

«В пылу огня, под несмолкаемый грохот пушек, под беспрерывным дождем пулеметных и ружейных пуль, по свидетельству товарищей, Михайло наш без страха и упрека делал свое дело. Во время нашего отхода, когда враг тесным кольцом старался сковать одну нашу часть и батареи, Чобе удалось прорваться через кольцо неприятеля и спасти от гибели две наши батареи, совершенно не предполагавшие о близости немцев, и вывести батареи из смыкавшегося немецкого кольца без всякого урона с нашей стороны. За этот геройский подвиг Чоба получил Георгиевский крест 4 ст. Целый год Михайло беспрерывно провел в боях и стычках с неприятелем, и только недавно, в последних майских боях, шальная пуля ранила в ключицу руки и вывела его из строя. За бои Чоба имеет 4 и 3 ст. Георгиевские медали и Георгиевский крест 4 ст. От последнего, как женщина, она отказалась, оставив их при полковом знамени. Теперь наш герой живёт в станице на поправке и снова мечтает вернуться в бой».

В ноябре 1916 года Елена Чоба получила увольнительную и в сопровождении станичника Федора Рябчуна приехала на неделю в станицу Роговскую, где перед отъездом снова на фронт была сделана фотография: Елена стоит в серой черкеске, белой папахе, с наградами. Рядом сидят её родственница с маленьким сыном, и однополчанин Федор Рябчун. О её дальнейшей жизни известно, что в годы Гражданской войны она сражалась в рядах Белой гвардии, а потом эмигрировала за границу. По некоторым данным, Елена Чоба обосновалась в США, где гастролировала с казачьим ансамблем «Кубанские джигиты» (руководитель Фёдор Елисеев).
Дата смерти и место её захоронения неизвестны.